# Барановка (Гдовский район)
Барановка — деревня в Гдовском районе Псковской области России. Входит в состав Полновской волости Гдовского района.
Расположена в 0,5 км к северо-востоку от волостного центра села Ямм, на противороложном от него правом прибрежье реки Желчи, на берегу озера Дорожно или Барановское (иногда ошибочно как оз. Дорожка)

## Население
Численность населения деревни на 2000 год составляла 26 человек, на 2002 год — 21 человек.